# باشگاه فوتبال تیترینگتون روکس
باشگاه فوتبال تیترینگتون روکس (به انگلیسی: Tytherington Rocks Football Club) یک باشگاه فوتبال در شهر تیترینگتون، گلوچسترشایر، کشور انگلستان است که در سال ۱۹۳۲ میلادی تأسیس شده‌است.